# Neplachov (przystanek kolejowy)
Neplachov – przystanek kolejowy w miejscowości Neplachov, w kraju południowoczeskim, w Czechach. Znajduje się na linii 202 Benešov – Czeskie Budziejowice, na wysokości 450 m n.p.m..  

## Linie kolejowe
- 220: Benešov – Czeskie Budziejowice